# Karl Freudenthal
Karl Ludwig Freudenthal (ur. 8 czerwca 1907 w Güstrow, zm. 5 lipca 1944) – doktor praw, wyższy oficer SS, od stycznia 1941 roku objął funkcję Kreishauptmanna (starosty) powiatu Garwolin.

## Wykształcenie
Studiował prawo oraz nauki polityczne na Uniwersytecie w Rostocku.

## II wojna światowa
Obejmując funkcję w Garwolinie za swoją rezydencję obrał plebanię, skąd wyrzucił miejscowych księży. W styczniu 1941 roku jedną z pierwszych jego decyzji było usunięcie z Garwolina obywateli narodowości żydowskiej i przesiedlenie ich do gett w Żelechowie, Sobolewie, Łaskarzewie i Parysowie. Do końca 1942 na rozkaz Freudenthala Gestapo oraz żandarmeria zamordowały na terenie miasta i powiatu 890 osób, a do obozów koncentracyjnych lub do pracy przymusowej wywieziono kolejnych 2100. Dnia 28 lutego 1944 osobiście dowodził on siłami pacyfikacyjnymi żandarmerii niemieckiej, niemieckiej policji kryminalnej, Schutzpolizei i Sonderdienstu podczas pacyfikacji wsi Wanaty, podczas której zamordowano w bestialski sposób 108 mieszkańców.
Za popełnione zbrodnie Sąd Delegatury Rządu na Kraj wydał na przełomie lat 1942-1943 wyrok skazujący Freudenthala na karę śmierci. Zastrzelony 6 lipca 1944 podczas zamachu dokonanego przez 8 ludzi byli to: ppor. "Ziuk" (Wacław Matysiak) – dowódca akcji, st. sierż. "Czarny" (Jan Piesiewicz) i st. wachm. "Sęk" (Stanisław Jaworski) – zastępcy dowódcy oraz wachm. "Grześ" (Franciszek Lussa), plut. "Kruczek" (Stefan Zysk), st. strz. "Grab" (Stanisław Tobiasz), st. strz. "Brodacz" (Henryk Winek) i st. strz. "Szczupak" (Kazimierz Wielgosz) – członkowie grupy dywersyjnej AK z Garwolina (KEDYW).